# Vescovo-conte
Il concetto di vescovo-conte indica, nella storiografia tradizionale, un feudatario ecclesiastico investito del beneficio di un comitato dall'imperatore. Soprattutto il potere regio degli Ottoni avrebbe perseguito una politica sistematica di potenziamento dei vescovi dalla metà del X secolo. Il concetto di vescovo-conte è stato messo in crisi dagli storici contemporanei: anche quando il vescovo riceveva diritti su territori corrispondenti al vecchio comitato carolingio si trattava solo dell'espansione di un diritto negativo (districtus) che il potere vescovile già esercitava sulla città. Tale concessione non comportava la sostituzione del potere comitale con quello episcopale: in molti casi i conti continuarono a esistere, anche se a partire dall'XI secolo cominciarono a reinterpretare il loro potere - di origine pubblica -  sempre più in chiave dinastica e signorile.

## Storia
I vescovi assunsero un rilievo molto particolare durante le dinastie ottoniana-sassone e salica, che crearono uno stretto legame, personale e istituzionale tra il potere temporale dell'imperatore e le diocesi (ma anche le abbazie) del Sacro Romano Impero. Nella storiografia tedesca si parla di un "sistema di chiesa imperiale ottoniano-salico" (Reichskirchensystem).
Nel Sacro Romano Impero la Chiesa ebbe un ruolo essenziale, a partire da Ottone I di Sassonia, nella scelta dei candidati.
Già all'epoca della dinastia carolingia i sovrani avevano promosso ad elevate cariche ecclesiastiche i chierici che avevano servito nella cappella imperiale e gli imperatori romano-germanici procedettero con decisione sempre maggiore secondo questo principio. Le diocesi erano guidate da persone di fiducia dell'imperatore, che garantiva con generosità immunità e regalie.
In cambio di questo favorevole trattamento i vescovi, che a partire dall'XI secolo sempre più spesso erano principi dell'impero, prestavano il cosiddetto "servitium regis". Esso comprendeva il dovere di ospitare la corte imperiale, di mettere a disposizione contingenti militari per l'esercito del sovrano ed altri servizi di natura diplomatica ed amministrativa. In questo modo le proprietà della Chiesa erano equiparate a quelle imperiali e spesso meglio amministrate di queste ultime.
In questo senso gli Ottoni non inventarono nulla di nuovo, in quanto questa pratica risaliva ai tempi di Carlo Magno ed era presente anche in altri regni europei. Non è possibile neppure stabilire un momento preciso a partire dal quale questa pratica diventa un sistema coscientemente praticato.
Si trattava però di un sistema nel quale venivano a confliggere due ambiti di autorità: quello dell'imperatore e quello del Papa. Con la riforma cluniacense crebbe la resistenza alla "temporalizzazione" degli uffici ecclesiastici e sfociò nella successiva lotta per le investiture. Essa ebbe termine con il concordato di Worms, che non abolì questo sistema, ma ridusse sensibilmente l'influenza dei sovrani. Ciononostante, nel Sacro Romano Impero, la pratica di associare diritti feudali e territoriali alla carica di vescovo proseguì fino al suo scioglimento, nel 1806.
Anche in Italia molti vescovi hanno esercitato poteri signorili con il titolo di conte. In particolare tra i conti e i signori vescovi si ricordano quelli sopravvissuti nei secoli fino quasi alla Rivoluzione francese:
- principi vescovi di Trento
- vescovi di Aosta, signori di Bissogne, Cogne
- vescovi di Asti, signori di Cisterna, Lombardone
- vescovi di Novara, signori di Vespolate
- vescovi di Pavia, signori di Tigliole, Sommo Lomellina
- vescovi di Torino, principi di Montafia
- vescovi di Tortona, signori di Stazzano -1784
- vescovi di Pavia, signori di Cecima e s. Ponzio
- arcivescovi di Milano, signori della Valsolda -1784
- vescovi di Ceneda, conti di Ceneda e Tarzo -1768
- vescovi di Parma, conti di Mezzani (-1763), signori di Monchio -1805
- vescovi di Catania, conti di Mascali